# Saint-Étienne-la-Varenne
Saint-Étienne-la-Varenne is een gemeente in het Franse departement Rhône (regio Auvergne-Rhône-Alpes) en telt 642 inwoners (2005). De plaats maakt deel uit van het arrondissement Villefranche-sur-Saône.

## Geografie
De oppervlakte van Saint-Étienne-la-Varenne bedraagt 7,0 km², de bevolkingsdichtheid is 91,7 inwoners per km².
De onderstaande kaart toont de ligging van Saint-Étienne-la-Varenne met de belangrijkste infrastructuur en aangrenzende gemeenten.

## Demografie
Onderstaande figuur toont het verloop van het inwonertal (bron: INSEE-tellingen).